# Romero Lima Bezerra de Albuquerque
Romero Lima Bezerra de Albuquerque (Recife, 22 de abril de 1992) é um político brasileiro. É deputado estadual de Pernambuco pelo UNIÃO.

## Biografia
Em 2016 foi eleito vereador do municipio de Recife. Em 2017 teve o mandato de vereador cassado por pelo TSE por propaganda irregular.
Em 2018 foi eleito, pelo PP, deputado estadual de Pernambuco com 29.262 votos.
Em 2022, foi reeleito com 46.345 votos.